# Фонетски капацитет
Фонетски капацитет представља скуп индивидуалних говорних карактеристика једне особе. Фонетски капацитет сваког појединца одређују анатомске и физиолошке карактеристике његовог система говорних органа, али и способност или неспособност коришћења природних предности и способност или неспособност компензација слабости.